# Maureen O’Carroll
Maureen O’Carroll (geborene Maureen McHugh, * 29. März 1913 in Galway; † 9. Mai 1984 in Dublin) war eine irische Politikerin der Irish Labour Party. Von 1954 bis 1957 war sie Teachta Dála (Abgeordnete) im Dáil Éireann, dem irischen Unterhaus des Oireachtas.

## Biografie
Maureens Vater Michael McHugh war beim Osteraufstand als Journalist und Beteiligter aktiv. Nach ihrer Schulzeit in der Gortnor Abbey in Crossmalina (County Mayo) studierte sie am University College Galway. Danach kehrte sie nach Gortnor Abbey als Novizin zurück, um Nonne zu werden. Sie kehrte dem Klosterleben jedoch den Rücken. 1933 heiratete sie Gerard O’Carroll und hatte mit ihm elf Kinder. Ab 1936 arbeitete sie im öffentlichen Dienst und wurde etwas später Schullehrerin.
Bei den Wahlen 1954 trat sie erstmals als Kandidatin im Wahlkreis Dublin North-Central an und wurde gewählt. Sie wurde Fraktionsvorsitzende der Labour Party im Dáil. In dieser Zeit wirkte sie darauf hin, dass bei der Garda Síochána auch Frauen den Dienst aufnehmen konnten (als sog. Ban Gardaí). Ferner sorgte sie dafür, dass die Angabe unehelich für Kinder nicht mehr anzugeben war. Bei den Wahlen 1957 verlor sie ihren Sitz und trat dann nicht mehr an.